# In Our Nature
In Our Nature es el segundo álbum del cantautor sueco José González, publicado en 2007

## Lista de canciones
Todas las canciones fueron escritas por José González excepto donde se indique.
1. "How Low" – 2:40
2. "Down the Line" – 3:11
3. "Kiling for Love" – 3:03
4. "In Our Nature" – 2:43
5. "Teardrop" – 3:21
6. "Abram" – 1:46
7. "Time to Send Someone Away" – 2:48
8. "The Nest" – 2:24
9. "Fold" – 2:55
10. "Cycling Trivialities" – 8:09
11. "You are an Animal - Bonus Track" – 4:17

## Personal
- José González – voz, guitarra, percusión

- Datos: Q3110800